# Cillamayor
Cillamayor es una localidad y una pedanía española perteneciente al municipio de Barruelo de Santullán, en la provincia de Palencia, comunidad autónoma de Castilla y León. 
Es una de las localidades del Camino de Santiago del Norte: Ruta del Besaya.

## Geografía
La localidad dista 4,8 km de Barruelo, cabecera municipal, a 960 metros sobre el nivel del mar.

## Historia
A la caída del Antiguo Régimen la localidad se constituye en municipio constitucional que en el censo de 1842 contaba con 27 hogares y 140 vecinos, para posteriormente integrarse en Santa María de Nava .

## Demografía
Evolución de la población en el siglo XXI
| Gráfica de evolución demográfica de Cillamayor entre 2000 y 2020   |
|                                                                    |
| Población de derecho (2000-2020) según el padrón municipal del INE |

## Patrimonio
- Iglesia de Santa María la Real: templo románico de finales del siglo XII, si bien es probable que el origen de la misma esté en la existencia de un antiguo convento. De armoniosas proporciones, muestra un atrio o soportal así como una torre-campanario, que primitivamente fue una espadaña al uso de la comarca. Destacan los canecillos del ábside. La ventana de levante se tiene entre las más puras del estilo con hojas de acanto provistas de ricos movimientos. En una de sus paredes podemos contemplar el escudo de Cillamayor, formado por nueve panes. En el año 2006 fue sometida a una restauración integral dentro del Plan Románico Norte, que atañó a sus bienes muebles, arquitectura y entorno, donde se descubrió una necrópolis con varias tumbas de lajas y sarcófagos antropomorfos, en el transcurso de cuya excavación fue descubierta una portada románica que permanecía cegada y enterrada por el nivel del pavimento.
- Dolmen del Juncal.